# Tip speed ratio
De tip speed ratio of snellopendheid λ (lambda) (TSR) of het tiploopgetal voor windturbines is de draaisnelheid van het uiteinde van de wiek gedeeld door de aanstroomsnelheid van de wind. 
Als de draaisnelheid van het punt precies gelijk is aan de snelheid van de wind is de ratio 1. Een relatieve puntsnelheid groter dan 1 betekent de aanwezigheid van lift en lager dan 1 is meestal een indicatie van luchtweerstand. 
{\displaystyle \lambda ={\mbox{Tip speed ratio}}={\frac {\mbox{Snelheid van de vleugeltip}}{\mbox{Windsnelheid}}}={\frac {R\omega }{\mbox{W}}}}

met R de straal van de wiek [m], omega de hoeksnelheid [rad/s] en W de windsnelheid ver voor de windturbine [m/s].
Een hogere relatieve puntsnelheid betekent een hogere efficiëntie maar is ook gerelateerd aan meer geluidsproductie en een zwaarder ontwerp.
Voor het geval het tiploopgetal naar oneindig gaat, bekomt men terug de maximale vermogencoëfficiënt uit de Rankine-theorie.
{\displaystyle \lim _{\lambda \rightarrow \infty }C_{p}={\frac {1+\xi }{2}}(1-\xi ^{2})}